# Walterinnesia morgani
Walterinnesia morgani är en orm i familjen giftsnokar som förekommer i västra Asien. Artepitet i det vetenskapliga namnet hedrar M. Morgan som hittade typexemplaret.
De största exemplaren är lite över en meter långa. Individerna ser glänsande och svart ut. Svarta exemplar av den ogiftiga Dolichophis jugularis kan förväxlas med denna giftsnok. Enligt ett fåtal berättelser biter ormen sällan.
Denna orm förekommer från sydöstra Turkiet, östra Syrien, Irak och centrala Saudiarabien till västra Iran. En avskild population finns i Iran söder om Kaspiska havet. Arten vistas i låglandet och i bergstrakter upp till 1400 meter över havet. Den lever i öknar, torra gräsmarker, buskskogar och besöker jordbruksmark. Exemplaren rör sig vanligen längs kanaler som skapades för bevattningen. De hittas ibland i gamla vattenboxar. Individerna är nattaktiva och de gräver sig för dagen ner i marken. Honor lägger ägg.
Flera exemplar dödas av personer som inte vill ha giftiga ormar nära sin bostad. Några individer fångas och giftet utvinns. Hela populationen bedöms som stor. IUCN listar arten som livskraftig (LC).